# Jan Penkała

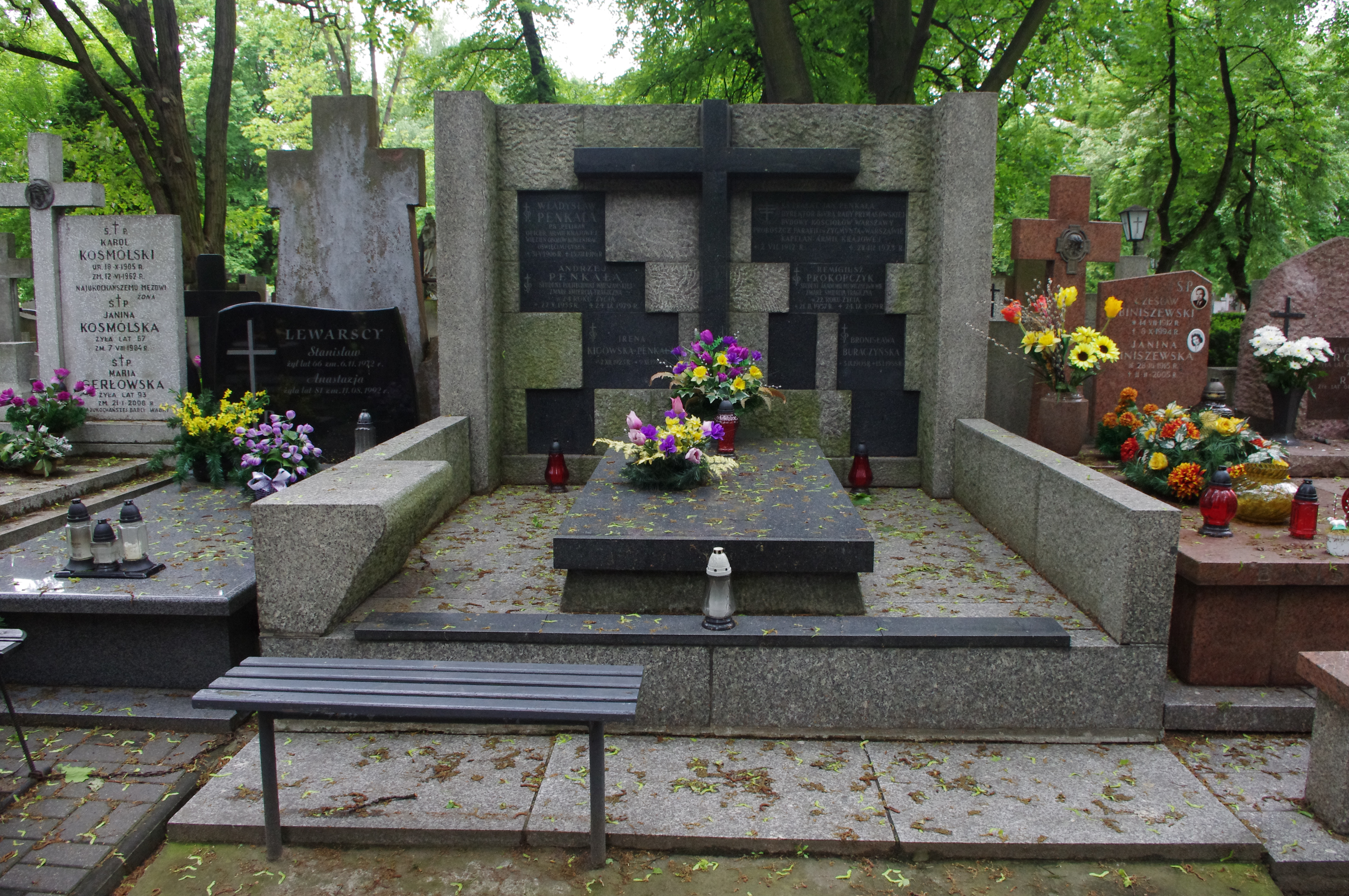
Grób ks. Jana Penkały na cmentarzu Bródnowskim w Warszawie (kwatera 39A-1-4/5).

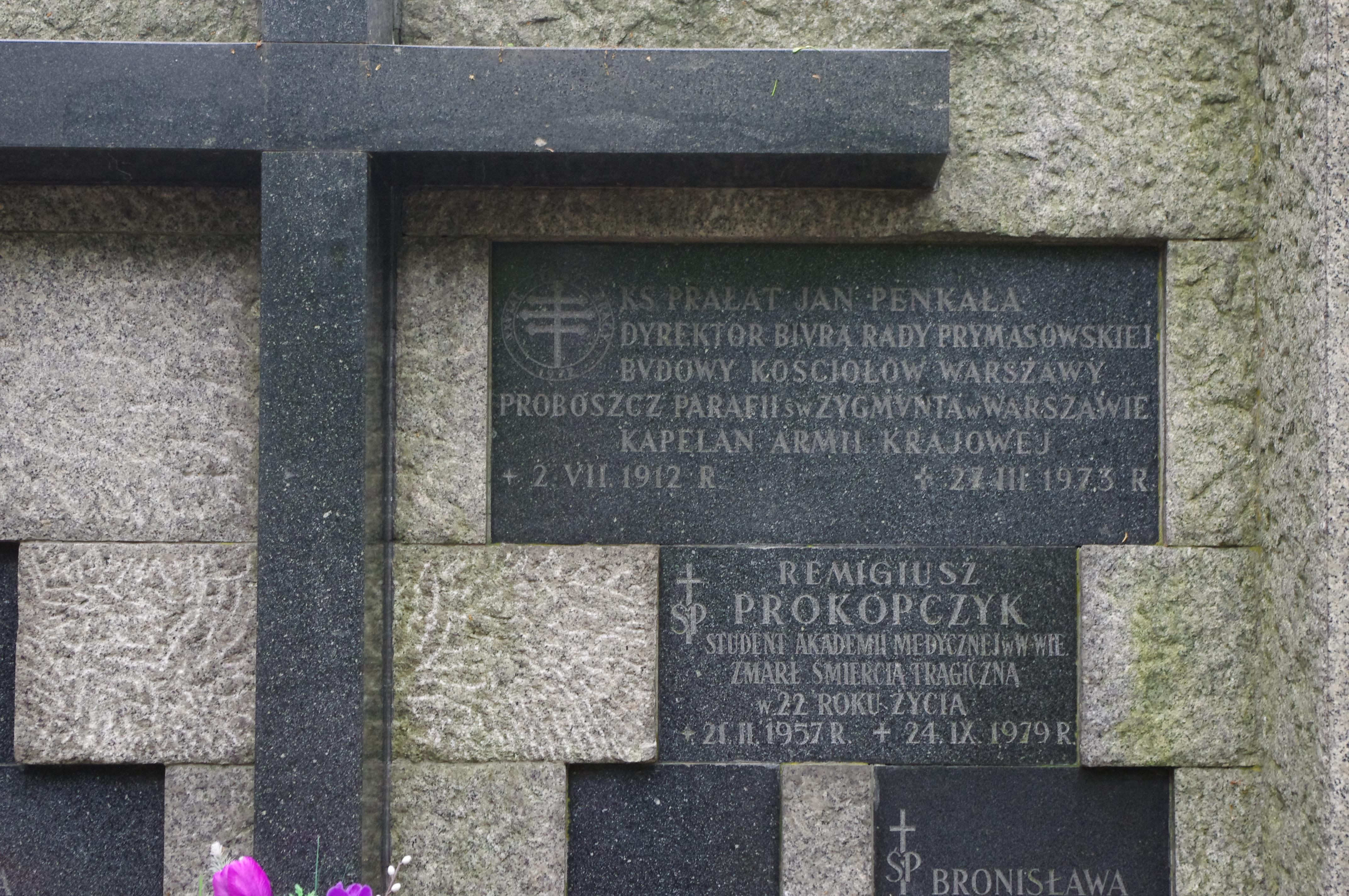
Grób ks. Jana Penkały na cmentarzu Bródnowskim w Warszawie

Jan Penkała (ur. 2 lipca 1912, zm. 27 marca 1973) – polski duchowny rzymskokatolicki, prałat, kapelan Armii Krajowej, dyrektor Prymasowskiej Rady Budowy Kościołów, proboszcz parafii św. Zygmunta na warszawskich Bielanach.